# Olof Eskils
Olof Ingemar Eskils, född 28 december 1925 i By församling, Kopparbergs län, död 23 februari 2009 i Danderyds församling, Stockholms län, var en svensk arkitekt.
Eskils, som var son till folkskollärare Eskils Edvin Hansson och Karin Molin, avlade studentexamen 1945, folkskollärarexamen 1948 och utexaminerades från Kungliga Tekniska högskolan 1961. Han var folkskollärare i Solna stad 1948–1957, anställdes av FFNS arkitektbyrå 1958, av Folke Löfströms Arkitektkontor AB 1960, blev byrådirektör vid Byggnadsstyrelsen 1962 och bedrev egen arkitektverksamhet i Stockholm från 1965.